# Volley Masters Montreux 2010
Montreux Volley Masters – 26. edycja towarzyskiego turnieju siatkarskiego, który trwał od 8 do 13 czerwca z udziałem. W turnieju udział wzięło 8 reprezentacji:
- Chiny
- Holandia
- Japonia
- Kuba
- Niemcy
- Polska
- Rosja
- USA

## Faza grupowa

### Grupa A
Tabela
| Poz. | Reprezentacja     | Pkt | Mecze | Mecze | Mecze | Sety | Sety | Sety  | Małe punkty | Małe punkty | Małe punkty |
| Poz. | Reprezentacja     | Pkt | M     | Z     | P     | wyg. | prz. | ratio | zdob.       | str.        | ratio       |
| ---- | ----------------- | --- | ----- | ----- | ----- | ---- | ---- | ----- | ----------- | ----------- | ----------- |
| 1    | Rosja             | 6   | 3     | 3     | 0     | 9    | 1    | 9,000 | 247         | 198         | 1.247       |
| 2    | Stany Zjednoczone | 5   | 3     | 2     | 1     | 7    | 4    | 1,750 | 258         | 264         | 0.977       |
| 3    | Japonia           | 4   | 3     | 1     | 2     | 3    | 7    | 0,429 | 223         | 235         | 0.949       |
| 4    | Niemcy            | 3   | 3     | 0     | 3     | 2    | 9    | 0,222 | 248         | 279         | 0,889       |

Legenda: Poz. – pozycja, Pkt – liczba punktów, M – liczba meczów, Z – mecze wygrane, P – mecze przegrane, wyg. – sety wygrane, prz. – sety przegrane, zdob. – małe punkty zdobyte, str. – małe punkty stracone
Wyniki
| 8 czerwca 2010 |

|  | Japonia | 0:3(23:25, 23:25, 21:25) | Stany Zjednoczone |  |
|  |         | 0:3(23:25, 23:25, 21:25) |                   |  |

| 9 czerwca 2010 |

|  | Stany Zjednoczone | 3:1(19:25, 35:33, 25:20, 25:22) | Niemcy |  |
|  |                   | 3:1(19:25, 35:33, 25:20, 25:22) |        |  |

|  | Rosja | 3:0(25:16, 25:19, 25:21) | Japonia |  |
|  |       | 3:0(25:16, 25:19, 25:21) |         |  |

| 10 czerwca 2010 |

|  | Rosja | 3:0(25:21, 25:21, 25:21) | Niemcy |  |
|  |       | 3:0(25:21, 25:21, 25:21) |        |  |

| 9 czerwca 2010 |

|  | Niemcy | 1:3(24:26, 26:24, 19:25, 16:25) | Japonia |  |
|  |        | 1:3(24:26, 26:24, 19:25, 16:25) |         |  |

|  | Stany Zjednoczone | 1:3(25:22, 13:25, 23:25, 18:25) | Rosja |  |
|  |                   | 1:3(25:22, 13:25, 23:25, 18:25) |       |  |

### Grupa B
Tabela
| Poz. | Reprezentacja | Pkt | Mecze | Mecze | Mecze | Sety | Sety | Sety  | Małe punkty | Małe punkty | Małe punkty |
| Poz. | Reprezentacja | Pkt | M     | Z     | P     | wyg. | prz. | ratio | zdob.       | str.        | ratio       |
| ---- | ------------- | --- | ----- | ----- | ----- | ---- | ---- | ----- | ----------- | ----------- | ----------- |
| 1    | Kuba          | 6   | 3     | 3     | 0     | 9    | 3    | 3.000 | 276         | 259         | 1.066       |
| 2    | Chiny         | 5   | 3     | 2     | 1     | 8    | 3    | 2.667 | 256         | 224         | 1.143       |
| 3    | Holandia      | 4   | 3     | 1     | 2     | 4    | 7    | 0.571 | 237         | 252         | 0.933       |
| 4    | Polska        | 3   | 3     | 0     | 3     | 1    | 9    | 0.111 | 209         | 241         | 0.867       |

Legenda: Poz. – pozycja, Pkt – liczba punktów, M – liczba meczów, Z – mecze wygrane, P – mecze przegrane, wyg. – sety wygrane, prz. – sety przegrane, zdob. – małe punkty zdobyte, str. – małe punkty stracone
Wyniki
| 8 czerwca 2010 |

|  | Kuba | 3:1(25:18, 25:22, 17:25, 25:23) | Holandia |  |
|  |      | 3:1(25:18, 25:22, 17:25, 25:23) |          |  |

|  | Chiny | 3:0(25:17, 25:23, 25:17) | Polska |  |
|  |       | 3:0(25:17, 25:23, 25:17) |        |  |

| 9 czerwca 2010 |

|  | Holandia | 0:3(19:25, 20:25, 19:25) | Chiny |  |
|  |          | 0:3(19:25, 20:25, 19:25) |       |  |

| 10 czerwca 2010 |

|  | Polska | 1:3(23:25, 25:16, 16:25, 23:25) | Holandia |  |
|  |        | 1:3(23:25, 25:16, 16:25, 23:25) |          |  |

|  | Chiny | 2:3(26:28, 25:22, 22:25, 25:19, 8:15) | Kuba |  |
|  |       | 2:3(26:28, 25:22, 22:25, 25:19, 8:15) |      |  |

| 11 czerwca 2010 |

|  | Kuba | 3:0(25:22, 25:21, 25:22) | Polska |  |
|  |      | 3:0(25:22, 25:21, 25:22) |        |  |

## Faza play-off

### Mecze kwalifikacyjne o 5. miejsce
| 12 czerwca 2010 |

|  | Japonia | 1:3(24:26, 25:23, 20:25, 16:25) | Polska |  |
|  |         | 1:3(24:26, 25:23, 20:25, 16:25) |        |  |

|  | Holandia | 3:1(25:20, 25:16, 17:25, 25:19) | Niemcy |  |
|  |          | 3:1(25:20, 25:16, 17:25, 25:19) |        |  |

### Mecz o 5. miejsce
| 13 czerwca 2010 |

|  | Polska | 3:0(25:21, 25:22, 25:12) | Holandia |  |
|  |        | 3:0(25:21, 25:22, 25:12) |          |  |

### Półfinały
| 12 czerwca 2010 |

|  | Rosja | 1:3(25:19, 21:25, 21:25, 23:25) | Chiny |  |
|  |       | 1:3(25:19, 21:25, 21:25, 23:25) |       |  |

|  | Stany Zjednoczone | 3:0(25:18, 25:23, 29:27) | Kuba |  |
|  |                   | 3:0(25:18, 25:23, 29:27) |      |  |

### Mecz o 3. miejsce
| 13 czerwca 2010 |

|  | Kuba | 3:0(25:13, 25:18, 27:25) | Rosja |  |
|  |      | 3:0(25:13, 25:18, 27:25) |       |  |

### Finał
| 13 czerwca 2010 |

|  | Stany Zjednoczone | 1:3(25:23, 27:29, 22:25, 20:25) | Chiny |  |
|  |                   | 1:3(25:23, 27:29, 22:25, 20:25) |       |  |

## Klasyfikacja końcowa
| Miejsce | Reprezentacja     |
| ------- | ----------------- |
| 1.      | Chiny             |
| 2.      | Stany Zjednoczone |
| 3.      | Kuba              |
| 4.      | Rosja             |
| 5.      | Polska            |
| 6.      | Holandia          |
| 7.      | Japonia           |
| 7.      | Niemcy            |

## Nagrody indywidualne
| Najlepsza zawodniczka (MVP) | Najlepsza punktująca | Najlepsza atakująca | Najlepsza blokująca | Najlepsza serwująca | Najlepsza broniąca | Najlepsza rozgrywająca | Najlepsza przyjmująca |
| --------------------------- | -------------------- | ------------------- | ------------------- | ------------------- | ------------------ | ---------------------- | --------------------- |
| Kenia Carcasés Opón         | Kenia Carcasés Opón  | Kenia Carcasés Opón | Berenika Okuniewska | Chen Liyi           | Nicole Davis       | Wei Qiuyue             | Hui Ruoqi             |